# 하후화
하후화(夏侯和, ? ~ ?)는 중국 삼국시대 위나라의 정치인이다. 자는 의권(義權)이다.

## 생애
언변이 좋았으며 재기 넘치는 논의를 하였다고 한다. 그는 하남윤, 태상을 역임하였다. 264년, 촉 멸망 때는 주무(周武)와 함께 사자로서 향하였으나, 같은 시기에 반란을 일으킨 종회(鍾會)와는 아무런 관련이 없다.
그러나 어느 설에 따르면, 사망시점은 폐제 조모(曹髦)가 죽을 때 사마사에게 하후현과 함께 참수되었다고 전해진다.

## 《삼국지연의》에서의 하후화
하후연의 4남으로 사마의가 촉과 전쟁을 벌일 때 조예(曹叡)에게 천거한 하후연의 네 아들 중 하나이며, 보병술, 통솔력, 병법에 뛰어났다고 하였으며, 하후혜와 함께 행군사마가 되었다.
상방곡에서 촉군에게 연승을 거두었으나, 그것이 사마의가 패배하게 되는 원인이 되었고, 제갈량의 꾀에 속아 유도된 사마의는 함정에 빠지게 된다.

## 같이 보기
- 삼국지 인물 목록